# Anna Absolon
Anna Absolon (* 6. März 1938 in Apeldoorn) ist eine deutsche Politikerin (CDU).
Absolon erreichte an einem Gymnasium die mittlere Reife und machte die Ausbildung zur Schiffsmaklerin. 1972 wurde sie Verwaltungsangestellte beim Senator für Bildung, Wissenschaft und Kunst in Bremen und ging danach in Rente.
Absolon wurde 1974 Mitglied der CDU. Von 1991 bis 1995 gehörte sie dem Beirat des Ortsamtes Burglesum an. Von 1999 bis 2003 war sie Mitglied der 15. Bremischen Bürgerschaft.
Absolon ist Mutter von neun Kindern.